# Agostino Steffani

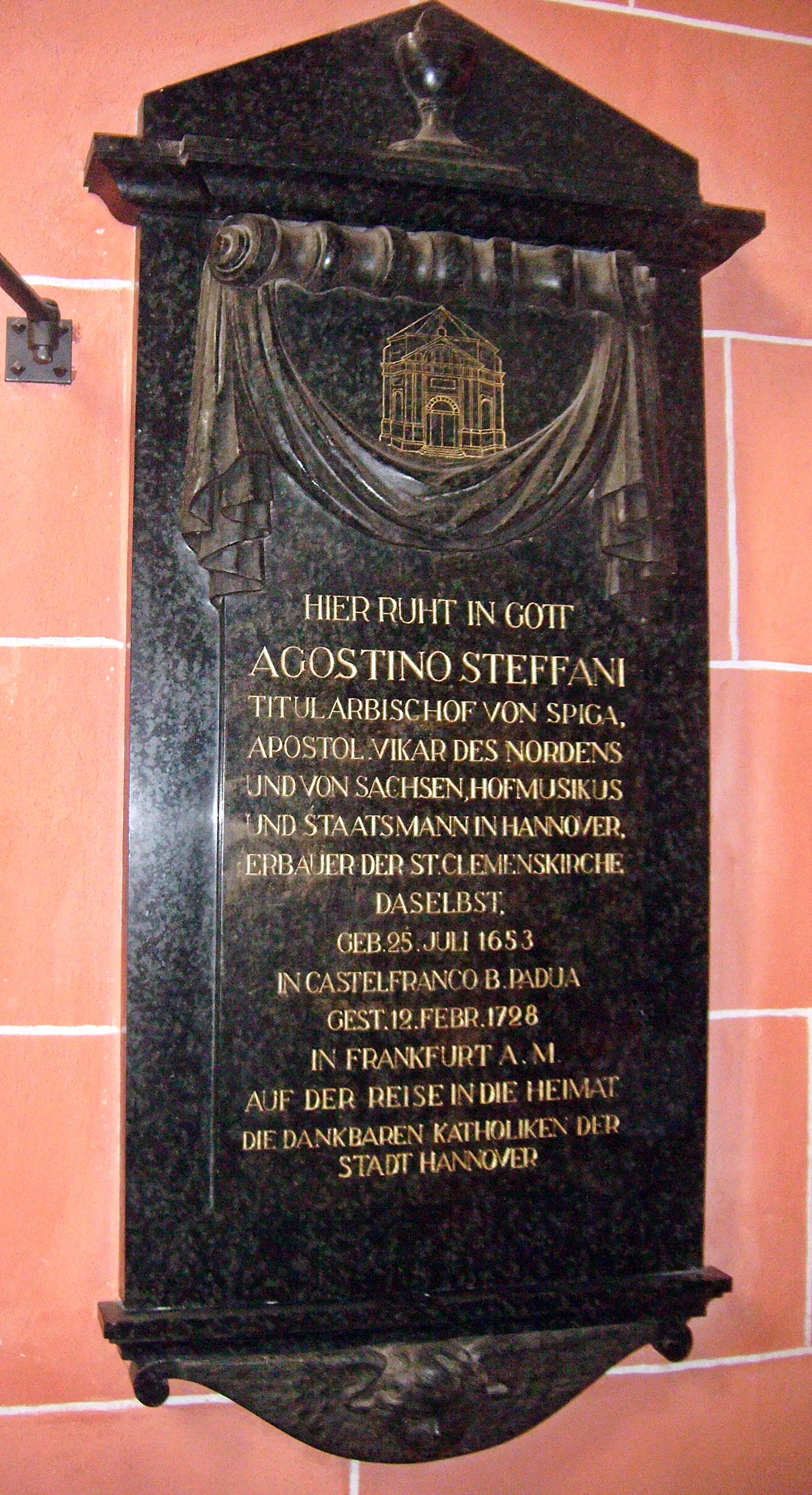
Steffani epitáfiuma a frankfurti dómban

Agostino Steffani (Castelfranco Veneto, 1654. július 25. -  Frankfurt am Main, 1728. február 12.) olasz zeneszerző, diplomata, címzetes katolikus püspök.

## Életpályája
Tanulmányait Padovában kezdte. 13 éves korától Ferdinánd Mária bajor választófejedelem müncheni udvarába került, ahol Johann Kaspar Kerll növendéke volt. Tanulmányait 1672 és 1674 között Rómában fejezte be Ercole Bernabei vezetése alatt. 1675-től udvari orgonista, majd 1681-től udvari kamarazene-igazgató (= karmester) volt. Első operáit 1680–1688 között mutatták be a müncheni udvarnál.  1709-ben Hannover székhellyel apostoli vikárius lett. Számos egyházi zeneművet írt.

## Művei (válogatás)
- Marco Aurelio, libretto: Ventura Terzago, ősbemutató: München,  1681.
- Salome (Steffani), Libretto: Ventura Terzago, ősbemutató: München,  1681.
- Audacia e Rispetto, ősbemutató: München,  1685.
- Servio Tullio, Libretto: Ventura Terzago, ősbemutató: München,  1686.
- Erote e Anterote, Libretto: Ventura Terzago, ősbemutató: München,  1686.
- Ascanio, Libretto: Ventura Terzago, ősbemutató: München,  1686.
- Alarico il Baltha, cioè l’Audace, Re de’ Gothi, Dramma per musica három felvonásban, libretto: Luigi Orlandi,  ősbemutató: München, 1687. január 18.
- Niobe, Regina di Tebe, Dramma per musica három felvonásban, libretto: Luigi Orlandi,  ősbemutató: München,  1688.
- Tassilone, Tragedia per Musica,  1709, kiadta Gerhard Croll a Denkmäler Rheinischer Musik című sorozatban.
- Enrico Leone, Dramma in drei Akten, uraufgeführt am 30. Januar 1689 zur Eröffnung des Hoftheaters Hannover.
- Amor Vien Dal Destino. Dramma Da Recitarsi Per Ordine Di Sua Altezza Elettorale Palatina In Dusseldorff LÁnno MDCCIX, Thil Schleuter, Düsseldorf 1709.
- Stabat mater 6 énekesre és 7 hangszeres zenészre.
- „Spezza amor, l´arco e li strali“, kantáta szopránra, oboára, fagottra és basso continuóra.

## Külső hivatkozások
- Eintrag auf catholic-hierarchy.org
- Biographie und Nachlassinventar von Michael F. Feldkamp  (online)
- Forum Agostino Steffani Archiválva 2017. január 16-i dátummal a Wayback Machine-ben